# Sténotype

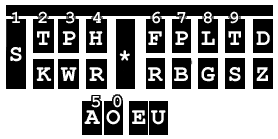
Clavier d'une sténotype

Une sténotype est un clavier ressemblant à une machine à écrire servant à saisir du texte sous forme phonétique simplifiée à la vitesse de la parole. Le clavier est composé d'un nombre restreint de touches : 21 sur le modèle Grandjean.

## Historique
Le premier prototype de sténotype est construit en 1827 par un bibliothécaire de Clermont-Ferrand, Benoît Gonod, qui présente à l'académie de la ville des rapports écrits sur son système.
En Italie, Celestino Galli, dès 1831, puis Luigi Lamonica (1867), et Isidoro Maggi (1871) conçoivent des machines et des méthodes de sténotypie, mais sans application pratique. C'est le protype de Antonio Michela-Zucco, construit en 1863 et présentée à l’Exposition internationale de Paris en 1878, y suscite un grand intérêt et est utilisée au parlement italien dès décembre 1880.

## Chronologie
- 1827 : première sténotype du Français Benoît Gonod ;
- 1863 : sténotype de Michela-Zucco ;
- 11 avril 1876 : l’Américain John Zachos dépose un brevet à New York ;
- 1909 : le Français Marc Grandjean développe une sténotype en France et crée en 1923 la société Sténotype Grandjean pour la commercialiser.

## Sténotype Grandjean

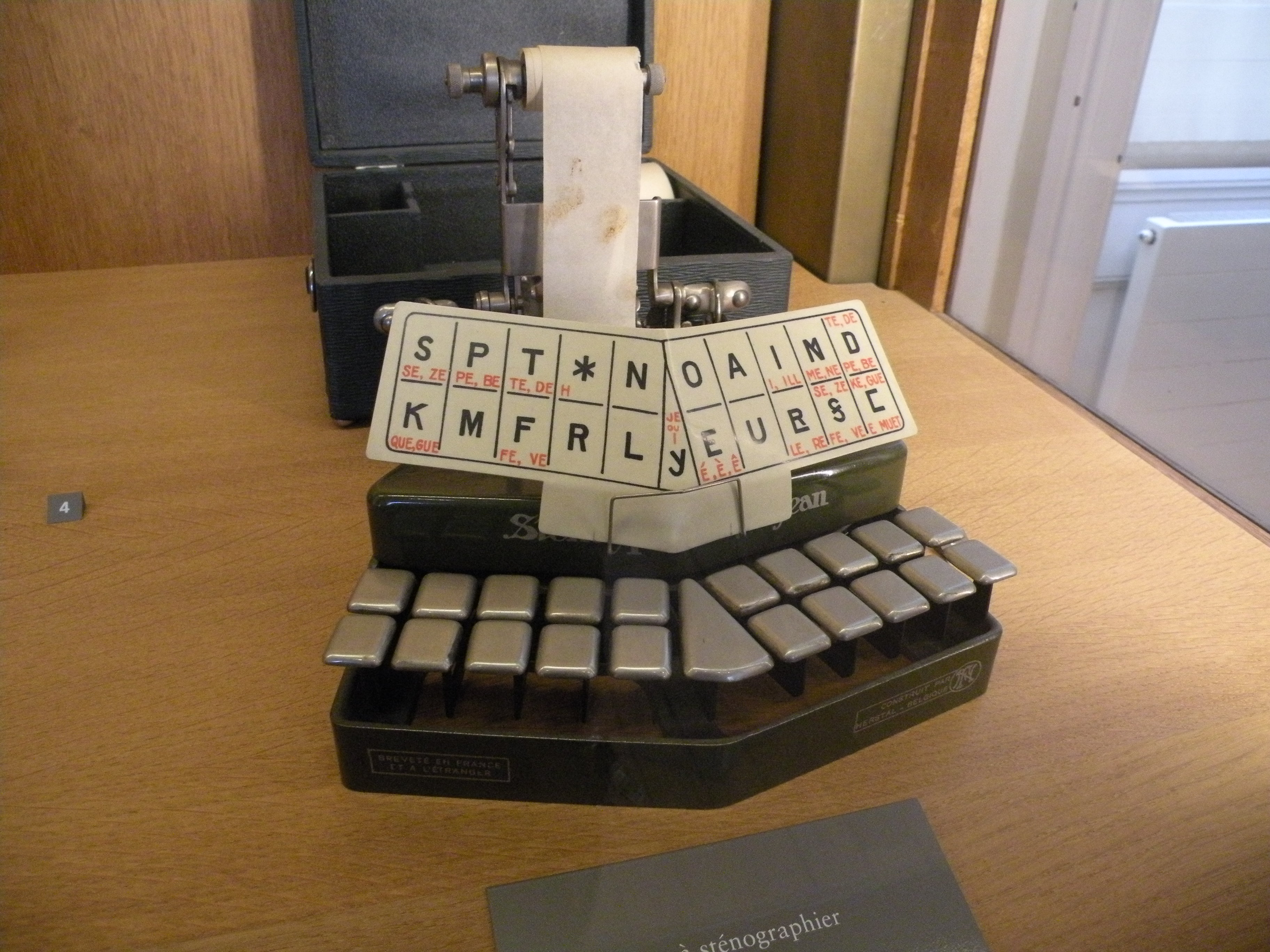
Un sténographier Grandjean.
- Demonstration Marc Grandjean (1928)

### Composition de la machine
- Bague du système d'entrainement du papier
- Clavier de sténotype de type Grandjean
- Ruban encreur

### La méthode traditionnelle Grandjean
Grandjean a publié un manuel de référence: Méthode traditionnelle Grandjean.